# Carobbio degli Angeli
Carobbio degli Angeli – miejscowość i gmina we Włoszech, w regionie Lombardia, w prowincji Bergamo.
Według danych na styczeń 2009 gminę zamieszkiwało 4610 osób przy gęstości zaludnienia 691,2 os./1 km².